# 林墨
黃其淋（2002年1月6日—），中國大陸男歌手、舞者及演員，艺名林墨，出生於中國重慶市。所屬經紀公司為原際畫文化，前為男子音樂組合(第一代易安音樂社)易安音樂社成員。曾為國際化男子音樂組合INTO1成員。
曾為TF家族練習生，而後合約約滿退出TF家族。2017年3月30日以易安音樂社成员的(第一代易安音樂社)出道，擔任主唱，為易安音樂社首期推出的成員之一。2018年參與第一次易安少年成長計劃榮獲第一名。他於2021年2月17日參加騰訊視頻《創造营2021》，並於4月24日最終排名獲得第6名，成為限定男團「INTO1」成員。

## 經歷

### 童年經歷
2013年11月10日，與中國國家級非物質文化遺產川江號子傳承人曹光裕等亮相央視《我要上春晚》舞台，當中一段個人獨白受到現場評審讚賞與鼓勵，同時被星探關注。

### TF家族時期
2014年加入TF家族，成為時代峰峻簽約練習生；同年，相繼參加了TF家族自製綜藝《TF少年GO第二季》《TF少年GO第三季》。
2015年作為表演嘉賓參加重慶少兒音樂節；同年，參加TF家族自製綜藝《星期五練習生》。
2015年11月14日，出演《疯狂的麦咭》第三季。
2016年參演校園懸疑劇《超少年密碼》，在劇中飾演夏常安的同學張立群。同年11月，因合約約滿不再續約，正式退出TF家族。

### 易安音樂社時期
2017年
2017年，加入上海原際畫文化傳媒有限公司打造的跨次元男子團體易安音樂社一期生。3月30日原際畫召開發布會以藝名“林墨”正式出道。4月21日參與易安音樂社自製綜藝《狼人殺Triple Kill》。8月19日舉辦第一屆易安音樂社“夏日校園文化祭”演唱會。9月29日主演原創音樂劇《易安·音樂社告急的24小時》在上海公演。12月18日隨易安音樂社獲得“1218直播節花椒之夜”年度新晉組合獎。12月28日參加奉賢中學傳統文化節閉幕式暨迎新晚會。
2018年
2018年1月，參與《放學別走》錄製，擔任嘉賓。2月，參加安徽衛視春晚。5月4日參加“五月的鮮花”全國大中學生文藝會演，演唱歌曲《不說再見》。8月4日舉辦第二屆易安音樂社“夏日校園文化祭”演唱會。9月28日以易安音樂社為原型的漫畫《易安音樂社之不二日常》獲得第15屆中國動漫金龍獎最具網絡人氣獎金獎。12月3日，推出首支個人單曲《臨摹青春》。
2019年
2019年1月1日，參加央視元旦晚會《放歌新時代—2019新年特別節目》。5月4日，參加“五月的鮮花”全國大中學生文藝會演，演唱歌曲《點讚新時代》。5月30日，與孫亦航合唱的歌曲《Run away》發布。5月31日，隨易安音樂社參加CCTV-3音樂類節目《天天把歌唱》的錄製。7月31日，推出第2支個人單曲《海上 地上 天上》 。8月24日，舉辦第三屆易安音樂社“夏日校園文化祭”演唱會。8月27日，與孫亦航合唱的歌曲《十八more》發布，該歌曲是迷你劇《金斬，有何貴幹》的主題曲。12月3日，與余沐陽、莫⽂軒合唱的歌曲《Alive》發布。12月18日，推出第3支個人單曲《和自己對話》。
2020年
2020年7月15日，推出第4支個人單曲《言淺情深》。10月17日，參加“少年拾光·秋日季”演唱會，並正式從易安中學畢業。12月30日與孫亦航合唱的歌曲《雙星記》正式上線。
2021年
2021年1月7日，其主演的青春校園劇《少年如歌》播出。2月1日推出第5支個人單曲《Make me wanna》。2月17日作為學員參加的騰訊視頻國際青年文化交流男團成長綜藝節目《創造營2021》開播。4月24日，最終排名獲得第6名，成為國際化男子偶像組合INTO1成員。

### 《創造營2021》時期
| 期数   | 排名   | 評級 |
| ------ | ------ | ---- |
| 第一期 | 第10名 | A    |
| 第二期 | 第9名  | A    |
| 第三期 | 第9名  | B    |
| 第四期 | 第6名  | A    |
| 第五期 | 第6名  | A    |
| 第六期 | 第5名  | A    |
| 第七期 | 第8名  | A    |
| 第八期 | 第9名  | A    |
| 第九期 | 第9名  | A    |
| 第十期 | 第6名  | 成團 |

## 音樂作品

### EP
|                                                             | 日期          | 曲目         | 备注         |
| ----------------------------------------------------------- | ------------- | ------------ | ------------ |
| 《OAO》 - 发行日期：2023年4月28日 - 唱片公司：上海风华秋实  | 2023年4月28日 | 《Hi》       |              |
| 《OAO》 - 发行日期：2023年4月28日 - 唱片公司：上海风华秋实  | 2023年4月28日 | 《OAO》      |              |
| 《OAO》 - 发行日期：2023年4月28日 - 唱片公司：上海风华秋实  | 2023年8月9日  | 《白色》     |              |
| 《绿色的风》 - 发行日期：2024年6月28日 - 唱片公司：华纳唱片 | 2024年1月6日  | 《又是一天》 | 22岁生日单曲 |
| 《绿色的风》 - 发行日期：2024年6月28日 - 唱片公司：华纳唱片 | 2024年6月28日 | 《绿色的风》 |              |
| 《绿色的风》 - 发行日期：2024年6月28日 - 唱片公司：华纳唱片 | 2024年7月30日 | 《花粉力》   |              |

### 個人單曲
| 年份 | 日期     | 曲目                 | 备注                     |
| ---- | -------- | -------------------- | ------------------------ |
| 2018 | 12月4日  | 《臨摹青春》         | [ 4 ]                    |
| 2019 | 7月31日  | 《海上地上天上》     |                          |
| 2019 | 12月18日 | 《和自己對話》       |                          |
| 2020 | 7月15日  | 《言浅情深》         |                          |
| 2021 | 2月1日   | 《Make me wanna》    |                          |
| 2021 | 12月16日 | 《其实你不懂我的心》 | 翻唱单曲                 |
| 2022 | 7月9日   | 《圆鱼洲之歌》       | 综艺《登录圆鱼洲》主题曲 |
| 2023 | 9月22日  | 《前哨》             | 话剧《前哨》主题曲       |

### 合作單曲
| 年份 | 日期     | 曲目         | 合作對象       | 備註                           |
| ---- | -------- | ------------ | -------------- | ------------------------------ |
| 2019 | 5月30日  | 《Run away》 | 孫亦航         |                                |
| 2019 | 8月27日  | 《十八more》 | 孫亦航         | 網絡劇《金斬，有何貴乾》主題曲 |
| 2019 | 12月3日  | 《Alive》    | 余沐陽、莫文軒 |                                |
| 2020 | 12月30日 | 《雙星記》   | 孫亦航         |                                |

### 《創造營2021》表演曲目
| 發行日期      | 歌曲資料 | 備註                  |
| ------------- | --- | --------------------- |
| 2021年2月17日 | 《慢慢》 - 歌曲說明：初評級舞台（組合） - 原唱者：鹿晗 - 合作演唱者：懌涵                                                                       | 第一期（下）          |
| 2021年2月17日 | 《光》 - 歌曲說明：初評級舞台（個人） - 原唱者：陳粒 - 備註：加試歌曲                                                                           | 第一期（下）          |
| 2021年3月6日  | 《Lover Boy 88》 - 歌曲說明：小組競演歌曲 - 原唱者：Higher Brothers、Phum Viphurit - 合作演唱者：張嘉元、張騰、張星特、井汲大翔、陳俊潔         | 第三期(下)            |
| 2021年3月10日 | 《我們一起闖》 - 歌曲說明：節目官方主題曲(中文版) - 原唱者：原創歌曲 - 合作演唱者：全體學員                                                     | 第四期 （主題曲考核） |
| 2021年3月10日 | 《Chuang To-Gather Go！》 - 歌曲說明：節目官方主題曲(英語版) - 原唱者：原創歌曲 - 合作演唱者：全體學員                                          | 第四期 （主題曲考核） |
| 2021年3月10日 | 《這是我夢裡到過的地方》 - 歌曲說明：二創競演歌曲 - 原唱者：創造營2021主題曲改編 - 合作演唱者：付思超、張嘉元、張騰、劉彰、上原一翔、黃鯤       | 第四期 （主題曲考核） |
| 2021年3月28日 | 《峰頂》 - 歌曲說明：位置測評歌曲 - 原唱者：原創說唱 - 合作演唱者：曾涵江、奧斯卡、羅言、劉彰                                                   | 第六期(上)            |
| 2021年4月10日 | 《下雨了是我在想你》 - 歌曲說明：主題考核歌曲 - 原唱者：原創歌曲 - 合作演唱者：甘望星、何屹繁、利路修、任胤蓬 - 助演嘉賓：鄭乃馨（硬糖少女303） | 第八期                |
| 2021年4月24日 | 《Be mine》 - 歌曲說明：最終出道舞台 - 原唱者：原創歌曲 - 合作演唱者：米卡、慶憐、張嘉元、利路修、吳宇恆、薛八一、付思超                        | 第十期                |
| 2021年4月24日 | 《Everything I Wanted》 - 歌曲說明：個人能力展示（舞蹈組） - 原唱者：Billie Eilish                                                              | 第十期                |

## 影視作品

### 網路劇
| 日期       | 播放平台 | 劇名           | 角色   | 備註 |
| ---------- | -------- | -------------- | ------ | ---- |
| 2016年7月  | 乐视网   | 超少年密碼     | 張立群 | 配角 |
| 2016年10月 | B站      | 和喵星人的21天 | 黄其二 | 主演 |
| 2019年2月  | 豆瓣     | 侬好易安       | 林墨   | 主演 |
| 2021年1月  | 愛奇藝   | 少年如歌       | 林墨   | 主演 |
| 2024年月   | 愛奇藝   | 梦梁百景图     | 胡天樂 | 主演 |

### 綜藝
| 日期                  | 播放平台 | 節目       |
| --------------------- | -------- | ---------- |
| 2021年2月17日-4月24日 | 騰訊視頻 | 創造營2021 |
| 2022年5月23日-6月17日 | 東方衛視 | 想見你     |
| 2022年6月11日-7月30日 | 騰訊視頻 | 戰至巅峰   |
| 2022年6月30日-9月3日  | 騰訊視頻 | 登录园鱼洲 |

### 舞台劇
| 日期          | 劇名                    | 地點               | 備註    |
| ------------- | ----------------------- | ------------------ | ------- |
| 2017年9月29日 | 易安·音樂社告急的24小時 | 上海可當代藝術中心 | 公演8場 |

## 演唱會

### 个人巡演
| 日期           | 举办城市 | 举办场馆               |
| -------------- | -------- | ---------------------- |
| 2024年8月2日   | 广州     | 广州声音共和 LiveHouse |
| 2024年8月23日  | 杭州     | SoFun Live 杭州        |
| 2024年10月13日 | 上海     | 蜚声上海 PHASE LIVE    |